# 竹田正徳
竹田 正徳（たけだ まさのり）は、日本のフィギュアスケート選手（アイスダンス）。パートナーは鹿毛みさ。全日本フィギュアスケート選手権優勝3回（1974年、1975年、1976年）。1977年世界選手権代表。岩手県出身。

## 経歴
岩手県出身。岩手県立盛岡第三高等学校卒業。
1973年、鹿毛みさとカップルを組み全日本ジュニア選手権で2位に入る。1974年、全日本選手権で初優勝し、それ以降も1976年まで、同大会で3連覇を果たす。1977年、日本で開催された世界選手権に出場。

## 主な戦績
| 大会/年              | 1973-74 | 1974-75 | 1975-76 | 1976-77 |
| -------------------- | ------- | ------- | ------- | ------- |
| 世界選手権           |         |         |         | 14      |
| 全日本選手権         |         | 1       | 1       | 1       |
| 全日本ジュニア選手権 | 2       |         |         |         |